# 布尔图库苏巴尔汗边门衙门遗址
布尔图库苏巴尔汗边门衙门遗址，位于中国吉林省四平市铁东区山门镇，为一个省级文物保护单位，类型为古建筑，公布时间为1987年10月20日。该文物保护单位由四平市铁东区文管所管理。
布尔图库苏巴尔汗边门衙门遗址的历史年代为清代。